# Kai Stolze
Kai Stolze (* 2. September 1967) ist ein ehemaliger deutscher Handballspieler und -trainer. Als Spieler war er in der Bundesliga für den TSV GWD Minden aktiv.

## Karriere
Stolze wechselte im Alter von elf Jahren vom TSV Rothenuffeln zum TSV Grün-Weiß Dankersen und kam 1986 nach der A-Jugend in den Kader der 2. Mannschaft, mit der er im zweiten Jahr den Aufstieg in die Oberliga feierte. Danach war er fester Bestandteil der Zweitliga-Mannschaft. Im August 1994 riss er sich in einem Testspiel die rechte Achillessehne und fiel ein halbes Jahr aus. Nach seiner Genesung stieg er mit der Mannschaft in die Bundesliga auf und absolvierte in der Saison 1995/96 seine einzige Saison in der höchsten deutschen Klasse. GWD verpflichtete den Schweden Johan Petersson und er wechselte zum Bundesliga-Absteiger VfL Bad Schwartau. Der Wiederaufstieg gelang zwei Jahre später im Jahr 1998. Stolze schloss sich dem Oberligisten Ahrensburger TSV an, mit dem er 2003 und 2005 in die Regionalliga aufstieg, nachdem 2004 der Abstieg hingenommen werden musste. Während der Saison 2002/03 wurde bei ihm ein Knorpelschaden im Knie festgestellt. Aufgrund der guten Aufstiegschancen spielte er die Saison jedoch zu Ende und ließ sich erst dann operieren. Diese Verletzung hinderte Stolze in der Folge mehrmals am Handballspielen und so kam er in seiner letzten Saison nur noch sporadisch zum Einsatz. 2005 beendete er dann seine Karriere.
Von 1999 bis 2002 sowie von 2014 bis 2016 trainierte er außerdem die 2. Mannschaft des Ahrensburger TSV.

## Erfolge
- Aufstieg in die Bundesliga (2): 1995, 1998
- Aufstieg in die Regionalliga (2): 2003, 2005
- Aufstieg in die Oberliga (1): 1988